# Lev Yilmaz
Levni Yilmaz (1973) es un realizador y artista estadounidense creador de la conocida serie animada Tales of Mere Existence.

## Primeros años
Yilmaz nació en Boston, Massachusetts, hijo de Karen Carlson y del físico turco Hüseyin Yılmaz (autor de la teoría de gravitación Yilmaz).

## Tales of Mere Existence
La serie Tales of Mere Existence empezó en 2002 como una serie de cómics animados que eran proyectados en festivales de cine.
Cada video de la serie muestra personajes estáticos, los cuales aparecen siendo dibujados por una mano invisible. La técnica de Yilmaz está inspirada por el documental francés Le mystère Picasso (1956), que muestra, de manera similar, las pinturas de Picasso.
Yilmaz escribe, dibuja, filma, edita y narra todos los videos de Tales of Mere Existence. A menudo relata anécdotas y observaciones y trata temáticas como relaciones interpersonales, comportamiento humano y sociedad. Sus videos son narrados, muchas veces, desde un punto de vista pesimista y tienden a tener un trasfondo sarcástico.
En 2003, Yilmaz editó en DVD algunos de sus videos. Junto al DVD llegó la primera versión impresa de Tales of Mere Existence. Durante los siguientes seis años, Yilmaz publicó tres libros más. Su primer libro oficial, Sunny Side Down, fue publicado en 2009.

## Popularidad
En los últimos años su serie animada alcanzó una significativa popularidad en YouTube. Gracias a esta popularidad, Yilmaz tuvo participaciones en eventos de Nueva York, como el Rooftop Film Festival, haciendo lecturas en vivo de sus libros.
En octubre de 2010, su cómic God fue transmitido en la cadena franco-alemana Arte. En diciembre del mismo año, A Few of my Highschool Teachers fue transmitida en Showtime.
Hasta abril de 2015, la serie Tales of Mere Existence ha alcanzado más de 46 millones de reproducciones en su canal de YouTube, AgentXPQ.